# طرد اليهود من يافا عام 1914

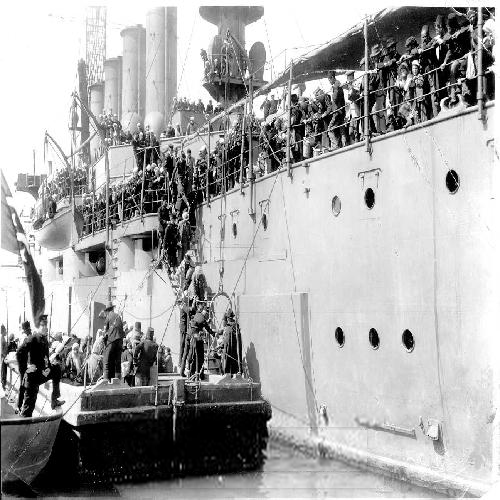
المستوطنون اليهود المرحلون يصلون إلى مصر على متن السفينة الأمريكية "تينيسي"، 1915

طرد اليهود من يافا حدث خلال الحرب العالمية الأولى، حيث تم ترحيل اليهود الحاملين للجنسية الروسية من يافا إلى مصر.

## الطرد
في شتاء عام 1914، أصدر جمال باشا، القائد العسكري الأعلى على جبهة فلسطين وسوريا باسم السلطات العثمانية، أمراً بترحيل الرعايا الروس إلى مصر.
استغل بهاء الدين محافظ يافا رسو السفينة الإيطالية "فلوريو" في ميناء يافا، وفي عصر يوم 17 ديسمبر، الشمعة الخامسة من عيد الحانوكا (المعروف منذ "الخميس الأسود")، داهمت الشرطة والجنود شوارع يافا وتل أبيب واحتجزوا نحو 700 شخص - رجال ونساء وأطفال. تم فصل العديد منهم عن عائلاتهم وممتلكاتهم. وقد تم توثيق تفاصيل المختطفين في "سجل المهجرين" (الموجود في الأرشيف الصهيوني). تم تحميل الرهائن على قوارب أخذتهم إلى السفينة، وفي المساء أبحرت السفينة إلى الإسكندرية.
وقّع حوالي ثلاثين موظفًا حكوميًا من يافا والقدس على عريضة أُرسلت إلى باب العالي في القسطنطينية، مطالبين بوقف فوري لعمليات الطرد، بل وحتى إقالة حاكم يافا. في النهاية، رضخ باب العالي للضغوط وأمر بإلغاء أمر الترحيل، لكن المرحلين لم يعودوا إلى فلسطين.
في مصر، تم إنشاء "لجنة مساعدة منفيي أرض إسرائيل وسوريا"، التي قدمت الدعم للمبعدين. وآوت الحكومة البريطانية في مصر اللاجئين في مرافق مثل فارديان وجبراي، حيث أمكنهم العيش في مجتمع ذي أطر ثقافية وتعليمية.
ونتيجة لطرد المستوطنين اليهود من يافا تحصل أكثر من 15 ألف شخص على صفة العثماني سعياً لمنع ترحيلهم من البلاد مستقبلاً، وفي الوقت نفسه اختار أكثر من 10 آلاف شخص الرحيل عن البلاد. بمبادرة من هنري مورغنثاو السفير الأمريكي في القسطنطينية أُرسلت السفينة الحربية الأمريكية "تينيسي" إلى فلسطين للمساعدة في إجلاء اليهود الراغبين في المغادرة. سافرت السفينة ذهابًا وإيابًا بين يافا والإسكندرية، ناقلةً الآلاف إلى مصر.

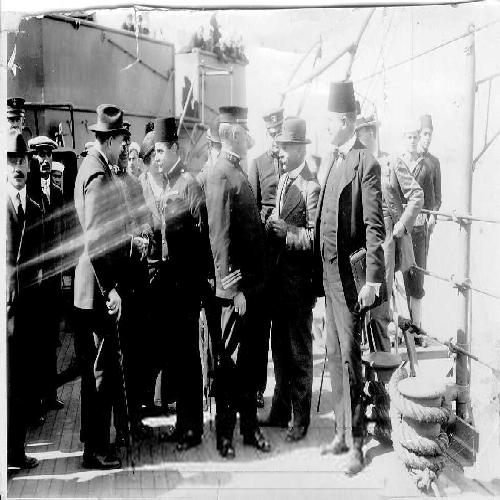
المستوطنون اليهود على متن السفينة "تينيسي"، 1915
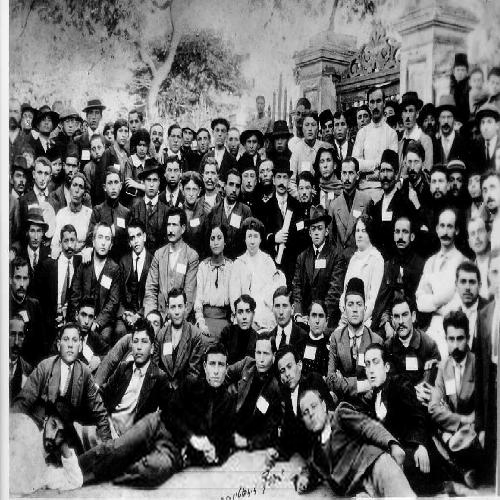
زئيف جابوتينسكي في الإسكندرية مع المستوطنين اليهود، يناير 1915
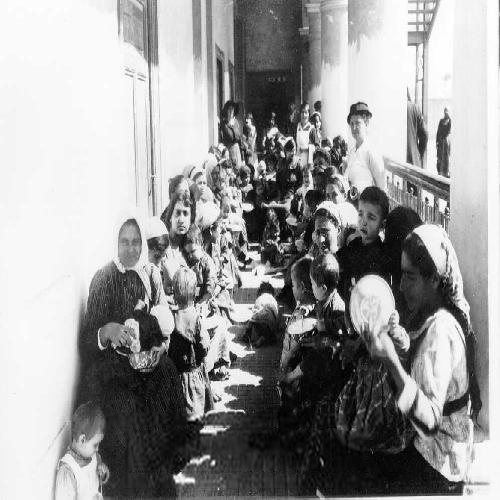
المستوطنون اليهود المرحلون في الإسكندرية، 1916
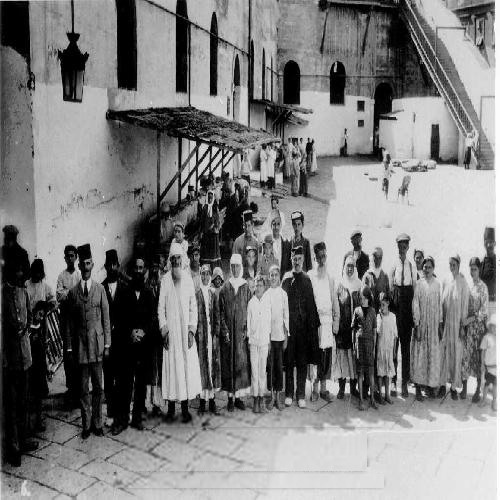
المستوطنون اليهود المرحلون في الإسكندرية، 1916
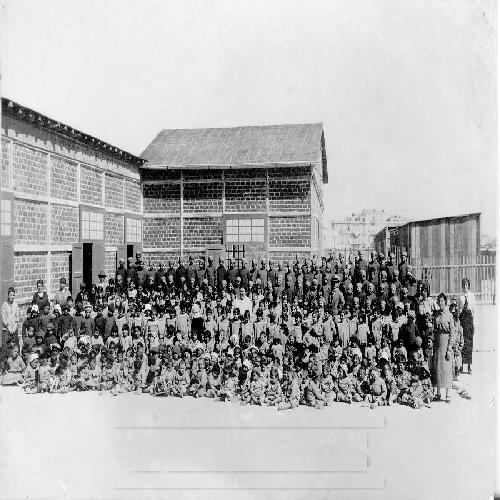
مدرسة المنفى "الآنسة لنداو" في مصر، ١٩١٥
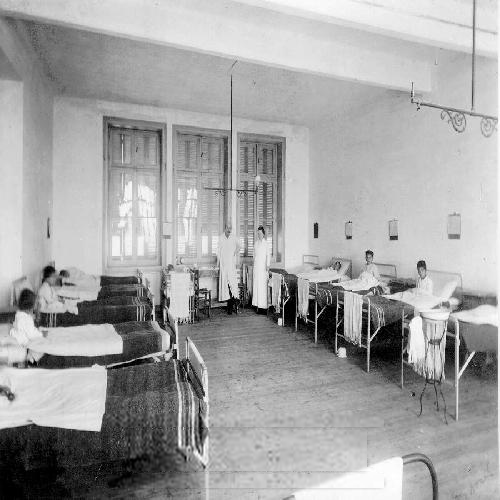
مستشفى المستوطنون اليهود المرحلون في مصر - قسم الأطفال، 1915